# マイケル・スタインバーグ (音楽評論家)
マイケル・スタインバーグ（Michael Steinberg 1928年10月4日 - 2009年7月26日）は、アメリカ合衆国の音楽評論家、音楽学者、著作家。彼は、サンフランシスコ・クロニクル紙の音楽評論家であるジョシュア・コズマンの述べるところの「1979年以降、サンフランシスコ交響楽団の公演プログラムに執筆してきた啓蒙的で機知に富み、しばしばごく私的であった解説文」によって最も知られる。ニューグローヴ世界音楽大事典で数本の記事を担当しており、音楽誌の記事やCDのライナーノートを執筆した。また音楽に関する書物を多数出版しており、そうした中には既刊の注釈を収集したものも新たに書き下ろされたものもあった。

## 生涯とキャリア
スタインバーグはヴァイマル共和政のブレスラウ（現ポーランド、ヴロツワフ）に生まれた。1939年にキンダートランスポートの小児難民としてドイツを離れ、4年間をイングランドで過ごした。1943年に母、兄弟と共にアメリカ合衆国へ移住、プリンストン大学で音楽学の学位を取得した。音楽学者でピアニストのチャールズ・ローゼンはこの時代のルームメイトだった。大学卒業後、フルブライト奨学金を得てイタリアで2年間過ごし、その後の2年間はドイツでアメリカ軍の任務に就いた。配属期間の終了後はマンハッタン音楽学校の教員となり、音楽史の講義を受け持った。
ニューヨークとマサチューセッツの複数の大学で教鞭を執った後、1964年にボストン・グローブ紙の音楽評論家となる。「グローブ」時代の彼は論争と無縁ではなかった。スタインバーグの記事は称賛を受けたが、聴きに行った演奏に対して厳しい評価を行ったためにボストン交響楽団との間に軋轢を生んだ。ある時には、楽団員が同団の演奏会へのスタインバーグの立ち入りを禁止すべく投票を行ったほどである。しかし、約12年間をグローブ紙で過ごした彼が次に就いた仕事は、この楽団のプログラム執筆者であった。1979年にはサンフランシスコ交響楽団の出版ディレクター、芸術アドバイザーに就任、1989年までこれを務めた。キャリアを通じてニューヨーク・フィルハーモニックやミネソタ管弦楽団など多数の楽団のプログラムを執筆し、ミネソタ管弦楽団では1990年代まで芸術アドバイザーを務めていた。
1995年のサンフランシスコ・クロニクル紙のインタビューの席で、スタインバーグは自らの役割について批評家でありプログラムの執筆者、「橋をかけて音楽と聴衆 - 大部分はプロでない聴衆 - を繋ぐ手助けをする」者であると語っている。
スタインバーグはミネソタ州のイーダイナで80年の生涯を閉じた。

## 著作
- Steinberg, Michael, The Symphony (Oxford and New York: Oxford University Press, 1995). ISBN 0-19-506177-2.
- Steinberg, Michael, The Concerto (New York and Oxford: Oxford University Press, 1998). ISBN 0-19-510330-0.
- Steinberg, Michael, Choral Masterworks: A Listener's Guide. Oxford: Oxford University Press, 2005. ISBN 0-19-802921-7.